# Колфакс (Северна Дакота)
Колфакс (енгл. Colfax) град је у америчкој савезној држави Северна Дакота.

## Демографија
По попису из 2010. године број становника је 121, што је 30 (33,0%) становника више него 2000. године.
| Група             | 2000.      | 2010.        |
| Белци             | 90 (98,9%) | 121 (100,0%) |
| Афроамериканци    | 0 (0,0%)   | 0 (0,0%)     |
| Азијати           | 0 (0,0%)   | 0 (0,0%)     |
| Хиспаноамериканци | 1 (1,1%)   | 0 (0,0%)     |
| Укупно            | 91         | 121          |